# Музан (Тарн)
Муза́н (фр. Mouzens, окс. Mosens) — коммуна во Франции, находится в регионе Юг — Пиренеи. Департамент — Тарн. Входит в состав кантона Лавор-Кокань. Округ коммуны — Кастр.
Код INSEE коммуны — 81189.

## География

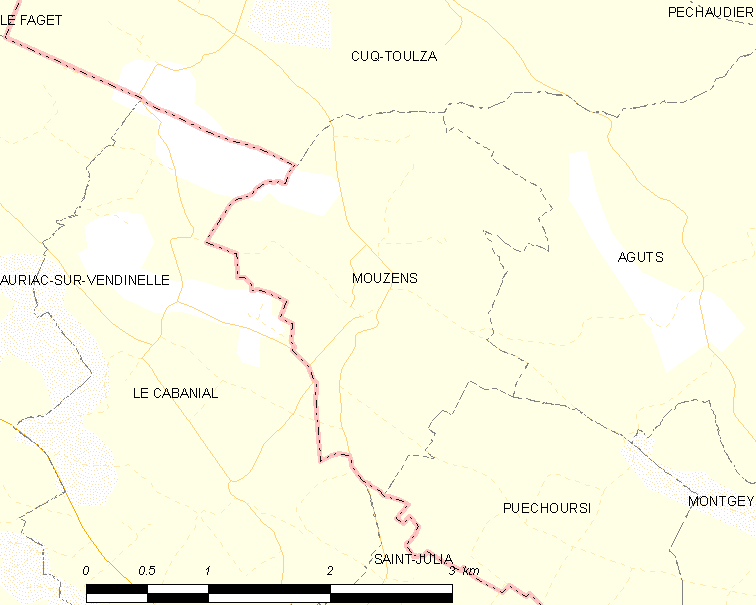
Карта коммуны

Коммуна расположена приблизительно в 600 км к югу от Парижа, в 37 км восточнее Тулузы, в 50 км к юго-западу от Альби.

## Климат
Климат умеренно-океанический. Зима мягкая и дождливая, лето жаркое с частыми грозами. Ветры довольно редки.

## Население
Население коммуны на 2010 год составляло 126 человек.
| 1962 | 1968 | 1975 | 1982 | 1990 | 1999 | 2010 |
| ---- | ---- | ---- | ---- | ---- | ---- | ---- |
| 121  | 93   | 109  | 109  | 96   | 96   | 126  |

## Администрация
| Период | Период | Фамилия        | Партия | Примечания |
| ------ | ------ | -------------- | ------ | ---------- |
| 2001   | 2008   | Дидье Ураду    |        |            |
| 2008   | 2014   | Фредерик Фарка |        |            |
| 2014   | 2020   | Кристоф Брюно  |        |            |

## Экономика
В 2007 году среди 77 человек в трудоспособном возрасте (15—64 лет) 58 были экономически активными, 19 — неактивными (показатель активности — 75,3 %, в 1999 году было 74,0 %). Из 58 активных работали 51 человек (26 мужчин и 25 женщин), безработных было 7 (5 мужчин и 2 женщины). Среди 19 неактивных 3 человека были учениками или студентами, 9 — пенсионерами, 7 были неактивными по другим причинам.